# N1 (Kamerun)
Die N1 ist eine Fernstraße in Kamerun. Sie verläuft von der Hauptstadt Yaoundé nordwärts Richtung Kousséri in der Region Extrême-Nord. Kousséri ist eine Grenzstadt am Logone, gegenüber der tschadischen Hauptstadt N’Djamena.

## Kreuzungen
Hier sind Kreuzungen mit Fernstraßen aufgelistet.
| Nummer | Ort        | Fernstraße |
| ------ | ---------- | ---------- |
| 1      | Efok       | N4         |
| 2      | Otembe     | N15        |
| 3      | Diang      | N18        |
| 4      | Ndoumbi    | N10        |
| 5      | Meidougou  | N6         |
| 6      | Ngaoundéré | N15A       |
| 7      | Djamboutou | N13        |